# Cinelli
Cinelli — итальянская компания, производящая велосипеды и велосипедные компоненты, расположенная в Милане.

## История

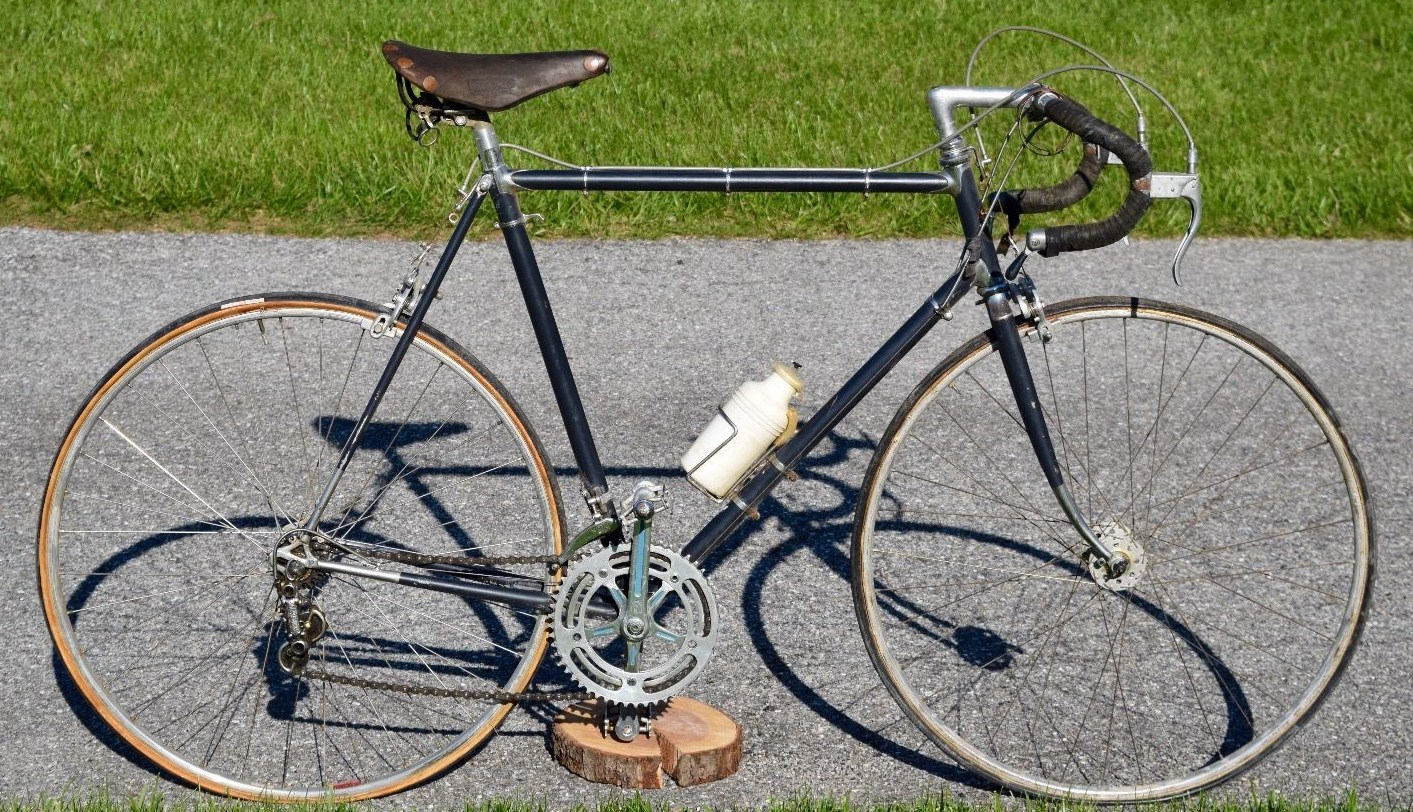
Cinelli SC 1965

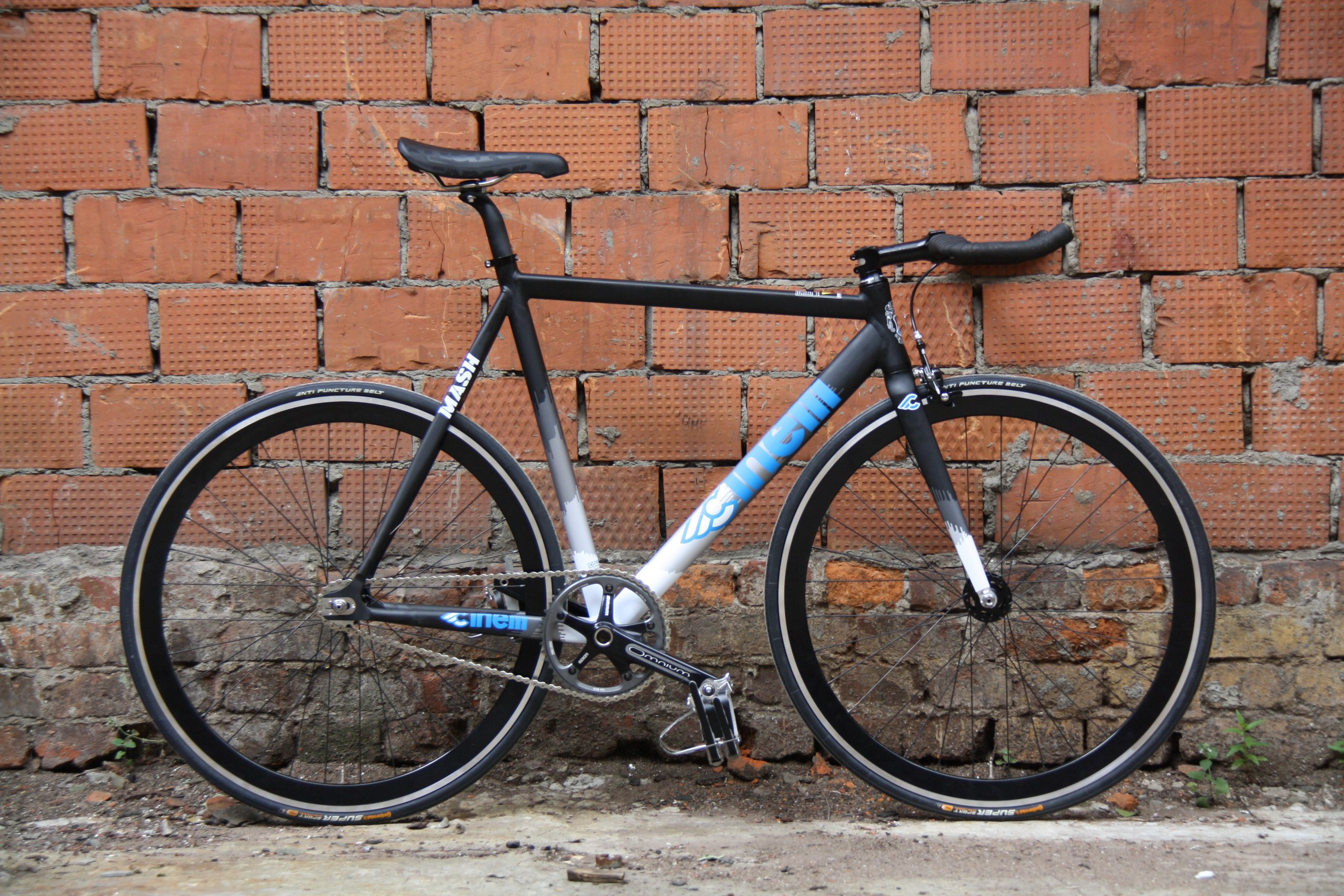
Cinelli Mash Histogram 2012

Cinelli была основана в 1948 году Чино Чинелли, бывшим профессиональным велогонщиком и президентом Ассоциации итальянских велосипедистов. Он был профессиональным гонщиком с 1937 по 1944 год, выиграв Milan–San Remo в 1943 году, Giro di Lombardia в 1938 году и Тур Апеннин в 1937 году. Он основал компанию под своим именем в 1948 году.
Чино был седьмым из десяти детей, сын небольшого землевладельца возле Флоренции. Он стал интересоваться велосипедной техникой после механических сбоев в гонках. Неудача производителей с его идеями в 1946 году привела его к созданию собственной компании. Его брат Джотто делал стальные выносы и рули во Флоренции, а Чино переехал в Милан, центр итальянской индустрии велоспорта. Он изготавливал выносы, рули и рамы, но зависел от оптовой торговли других компаний. К моменту выхода на пенсию собственные товары Чинелли были половиной бизнеса. Выносы и рули составляли 80 процентов собственных продаж Чинелли.
Cinelli перешёл на производство сплавов в 1963 году, позже других производителей, потому что его беспокоила прочность. Годовое производство сплавных выносов и рулей выросло с 5000 в 1950-х годах до 7,500 в начале 1960-х годов. К 1978 году этот показатель составлял 150 000. Он делал не более 700 рам в год. В 1974 году он разработал аэродинамический велосипед, на котором Ole Ritter побил собственный часовой рекорд. Основным продуктом является специальная дорожная модель Special Corsa, изготовленная в 1947 году. Special Corsa также стала известной как «Super Corsa» после того, как поставщик прислал отличительные знаки, которые были ошибочно названы «Super Corsa» вместо «Speciale Corsa»
Cinelli недавно объединилась с базирующейся в Сан-Франциско MashSF для создания популярных компонентов Cinelli MASH, которые широко используются в fixed-gear культуре.

## Товарный знак
Cinelli (MILANO) head badge первоначально была перегородчатой (из стекла на латуни) и 55 мм в высоту. Вскоре после этого (c.1953) он был расписан вручную эмалью и высотой 56 мм. Примерно в 1958 году его высота уменьшилась до 51 мм. В 1978 году она стала декалью. В дизайне был изображён шлем рыцаря, вдохновлённый семейной реликвией, с красной лилией — символом Флоренции — и зелёной змеёй, символом Милана.

## Собственность компании
Президиум компании перешёл к Антонио Коломбо, владельцу Columbus tubing, в 1978. В 1997 году Чинелли стал подразделением Gruppo S.r.l.

## Инновационные продукты
- Binda toe-straps (acquired by Cinelli — 1958)
- Интегральная наклонная вилка (1950?)
- Unicanitor седло (1962 — от приобретения Unica) — Первое пластиковое седло
- Bivalent втулка (1960?) — After removal the freewheel stays attached to the frame; front and rear wheels are therefore interchangeable
- M71 Pedal (1971) — первая педаль быстрого выпуска (справочник 1971 Cinelli Catalogue)
- Вынос Cinelli Model 1R со скрытым зажимным болтом (1971, ref Catalog M71, выше)
- Laser (1980) — Track pursuit and time trial model which pioneered TiG welding in bicycle frames
- Rampichino (1985) — первый горный велосипед в Италии
- Cork Ribbon (1987) — Обмотка руля